# Microsoft Windows 8.0
もしかして
- Microsoft Windows 8

ではありませんか？